# Басилети
Басилети (груз. ბასილეთი) — село в Чохатаурском муниципалитете Грузии.

## География
Село находится на левом берегу реки Губазеули, в предгорьях Месхетского хребта, на расстоянии в 12 километрах от посёлка городского типа Чохатаури, административного центра муниципалитета, и в 18 километрах от города Озургети. Абсолютная высота — 250 метров над уровнем моря.

## Население
| Год  | Население | Мужчины | Женщины |
| ---- | --------- | ------- | ------- |
| 1908 | 580       |         |         |
| 2002 | ↘467      | 218     | 249     |
| 2014 | ↘324      | 156     | 168     |